# Göttinger Modell
Das Göttinger Modell von Franz Heigl und Annelise Heigl-Evers ist ein Konzept der Gruppenpsychoanalyse. Es wurde in den frühen 1970er Jahren entwickelt und bietet eine Differenzierung der psychodynamischen Gruppentherapien in Psychoanalytische und Tiefenpsychologisch fundierte Behandlungskonzepte (letztere als: psychoanalytisch orientierte und psychoanalytisch-interaktionelle Gruppenpsychotherapie)
Das Modell ist speziell auf Ich-schwache schwer gestörte Patienten zugeschnitten. Für unterschiedliche Erkrankungen und Behandlungsziele der Patienten werden jeweils entsprechende Behandlungsverfahren angeboten, innerhalb derer mit unterschiedlicher Regressionstiefe gearbeitet wird. Die Abstufung beruht auf dem Schweregrad der Störungen.
In Deutschland findet das Göttinger Modell verbreitet Anwendung vorwiegend im klinischen Bereich in der stationären, teilstationären und ambulanten Behandlung. Voraussetzung ist die Eignung eines Patienten für eine Gruppentherapeutische Behandlung.
Ziel der Behandlung soll sein, die „Aufhebung oder Minderung der Störungen bei gleichzeitiger Veränderung der pathogenetisch bedeutsamen inneren Strukturen.“  Neben der Gruppendynamik nach Raoul Schindler stützten sich Heigl-Evers und Heigl auch auf Hannah Arendt, George C. Homans und die Hypothese von David A. Rapaport, wonach alles Verhalten auch sozial determiniert sei.
Vor dem Hintergrund der Konzepte des Göttinger Modells sind psychodynamische Gruppentherapieverfahren und verhaltenstherapeutisch orientierte Gruppentherapiekonzepte (z. B.: Peter Fiedler 1996) innerhalb eines Gesamtbildes der Gruppentherapien darstellbar.

## Tiefenpsychologisch fundierte Gruppentherapie

### Interaktionell
Die psychoanalytisch-interaktionelle Gruppenpsychotherapie arbeitet vorwiegend stützend, mit positivem Beziehungsangebot, wenig Konfrontation, ohne therapeutische Deutung und dem vorrangigen Ziel, Vertrauen herzustellen.
Über bewusstes Erleben und nach eigener Einschätzung orientiert sich der Gruppenteilnehmer (über normative Verhaltensregulierung), welches Verhalten von ihm in der Gruppe und von Seiten des Therapeuten erwartet wird. Dabei kommt es zu Übertragungen von Ich-Idealen (oder der
Ideal-Funktion des normativ-gesetzgeberischen Aspektes des Über-Ich) auf den Therapeuten.
Diese Behandlungsform findet Anwendung bei Störungsbildern wie Psychosen, Borderline-Persönlichkeitsstörung, substantieller Ich-Schwäche aufgrund pathogener Konflikte mit zugrunde liegenden unbewussten Fantasien, sowie durch Spaltung abgewehrter, unerfüllter früher Triebwünsche.
Zielsetzung ist das Erleben von Halt und Schutz in der Gruppe, mit Stärkung der Ich-Funktionen, Erfahren des Gruppentherapeuten als Hilfs-Ich, Einleitung der Nachentwicklung und Füllung der Defizite, Überwindung von Spaltung der inneren Objektbeziehung durch Abbau irrationaler Ängste in der schützenden Umgebung.

### Analytisch orientiert
Die psychoanalytisch-orientierte Therapie arbeitet mit dem Fokus auf das Vorbewusste auf teils vorbewusster, teils unbewusster Ebene. Die therapeutische Arbeitsweise ist leicht regressionsfördernd, bietet begrenzte Strukturierung und begrenzte Konfrontation in Verbindung mit einer stützenden Haltung durch den Therapeuten.
Da Frustration die frühen Abwehrmechanismen begünstigt, soll sie hier möglichst vermieden werden, um eine Reduktion der frühkindlichen Abhängigkeit von den Eltern zu ermöglichen.
Der Interventionsstil umfasst Mitteilungen von verschiedenen Beobachtungen an sich selbst und an andere sowie Mitteilungen von eigenen Gefühlen und deren Interpretation. Auf Deutungen bezüglich der zugrunde liegenden unbewussten Motive wird dabei verzichtet.
Die psychoanalytisch-orientierte Therapie wird bei Störungsbildern mit in geringerem Maße geschwächter Ich-Stärke als beim vorigen Modell angewendet. Hier zeigen sich unbewusste und pathogene Konflikte über sogenannte Triebabkömmlinge, unbewusste Wünsche werden abgewehrt, jedoch ohne überwiegende Abwehr durch Spaltung.
Zielsetzung ist der Abbau von übermächtigen Elternbildern und frühkindlichen Abhängigkeiten sowie deutlich verbesserte Fähigkeit des Ichs zu Anpassung und Urteilsbildung.
Der irrationale Hintergrund von Ängsten soll im Ursprung erkannt werden und Autonomie und Selbstbewusstsein gefördert werden.

## Psychoanalytische Gruppentherapie
Die Psychoanalytische Gruppentherapie fördert die Regression durch Zurückhaltung/(Abstinenz) des Therapeuten. Ich-Defizite werden vom Therapeuten gedeutet, somit wird die Kompensation dieser Defizite erkennbar und ebenso deren Auswirkungen im zwischenmenschlichen Geschehen.
Nachreifung soll hier Autonomie ermöglichen.
Der Interventionsstil des Therapeuten zielt auf die schrittweise Bewusstmachung der in der Gruppe wiederbelebten unbewussten Phantasien und Grundkonflikte. Die Intervention schließt die Techniken der Zurückhaltung/(Wahrung von Abstinenz) ein, die Handhabung von Übertragung und Gegenübertragung sowie der Deutung. Die Deutung umfasst (die verschiedenen von Greenson für die Einzelanalyse aufgezeigten Phasen) Demonstration und Konfrontation, Klärung, Deutung und Durcharbeitung der Problematik.
Die Psychoanalytische Gruppentherapie findet Anwendung bei Störungsbildern mit Konflikten zwischen Ich, Es und Über-Ich, die mangels Ich-Stärke nicht ausgehalten werden. Diese Konflikte unterliegen jedoch sogenannten reiferen Abwehrmechanismen als in den vorangegangenen Modellen.
Zielsetzung dieser Behandlung ist die Nachreifung in mangelhaften Ich-Funktionen. Es soll sich ein starkes Ich entwickeln können, das autonom und weniger eingeschränkt handlungsfähig ist.